# كبيل
كبيل (بالبلغارية: Кабиле، تكتب بالحروف اللاتينية: Cabyle أو Kabile) هي قرية في جنوب شرق بلغاريا، وهي جزء من بلدية تندزه، مقاطعة يامبول.
كانت مدينة كبايل التراقية القديمة واحدة من أهم وأكبر المدن في تراقيا وبقاياها المعمارية مثيرة للإعجاب، والعديد منها محفوظ وترميمه.   
أعلنت أراضي المدينة القديمة والمنطقة المحيطة بها منطقة ذات أهمية وطنية ومحمية أثرية في عام 1965.